# تمناوره (کونگوسی)
تمناوره شهری در شهرستان کونگوسی در استان بام در بورکینافاسوی شمالی است و جمعیت آن ۲۳۴۲ نفر است.